# Kepler-33
Kepler-33, även känd som KOI-707, är en ensam stjärna i mellersta delen av stjärnbilden Svanen, inom synfältet för Keplerteleskopet.  Den har en skenbar magnitud av ca 14,1 och kräver ett kraftfullt teleskop för att kunna observeras. Baserat på parallax enligt Gaia Data Release 3 på ca 0,814 mas beräknas den befinna sig på ett avstånd av ca 4 000 ljusår (ca 1 230 parsec) från solen. Den rör sig bort från solen med en heliocentrisk radialhastighet av ca 12 km/s.

## Egenskaper
Kepler-33 är en gul till vit underjättestjärna, som just börjat utvecklas bort från huvudserien, av spektralklass G1 IV. Den har en massa av ca 1,3 solmassor, en radie av ca 1,7 solradier och utsänder energi från dess fotosfär motsvarande ca 3,1 gånger solen vid en effektiv temperatur av ca 5 900 K.

## Planetsystem
De första upptäckterna av planetsystemet av fyra objekt rapporterades i februari 2011. Den 26 januari 2012 bekräftades planetsystemet kring stjärnan, inklusive en femte exoplanet. Men till skillnad från vissa andra exoplaneter som bekräftats av Kepler, var deras massa från början inte känd, eftersom dopplerspektroskopimätningar inte gjordes före tillkännagivandet. Att döma av deras radie kan b vara en stor superjord eller liten het Neptunus medan de andra fyra sannolikt alla är det senare. År 2022 har massan av planeterna e och f uppmätts, med övre gränser för massan av planeterna c och d. Dessa massmätningar bekräftar att Kepler-33 d, e och f är gasplaneter med låg densitet.
Planeterna b och c kan vara i en 7:3-resonans, eftersom det finns en avvikelse på 0,05 dygn. Det finns också en liten 0,18 dygns avvikelse mellan en 5:3-resonans mellan planeterna c och d. De andra planeterna verkar inte ha någon resonans, även om nära resonanser är 3d:2e och 4e:3f.
Planetsystemet i sin nuvarande konfiguration är mycket känsligt för störningar, därför kan, förutsatt stabilitet, inga ytterligare jätteplaneter lokaliseras inom 30 AE från moderstjärnan.
| Planet | Massa           | Halv storaxel (AE)    | Siderisk omloppstid (d)   | Excentricitet | Inklination | Radie              |
| ------ | --------------- | --------------------- | ------------------------- | ------------- | ----------- | ------------------ |
| b      | -               | 0,0673 +0,0004−0,0012 | 5,66816 ± 0,00005         | <0,2          | >87,0°      | 1,54 ± 0,05 R🜨     |
| c      | <19 M🜨          | 0,1181 +0,0008−0,0020 | 13,17552 ± 0,00005        | <0,05         | >88,6°      | 2,73 ± 0,06 R🜨     |
| d      | <8,2 M🜨         | 0,165 ± 0,001         | 21,77574 +0,00006−0,00004 | <0,03         | >89,02°     | 4,67 ± 0,09 R🜨     |
| e      | 6,6 +1,1−1,0 M🜨 | 0,212 +0,001−0,004    | 31,7852 ± 0,0002          | <0,02         | 89,4 ± 0,1° | 3,54 ± 0,07 R🜨     |
| f      | 8,2 +1,6−1,2 M🜨 | 0,252 +0,002−0,004    | 41,0274 ± 0,0002          | <0,02         | 89,7 ± 0,1° | 3,96 +0,09−0,07 R🜨 |